# العريمة (طرطوس)
العريمة قرية سورية تتبع ناحية صفصافة في منطقة طرطوس في محافظة طرطوس. بلغ عدد سكانها 507 نسمة في عام 2004 حسب إحصاء المكتب المركزي للإحصاء.